# Concelebrazione eucaristica

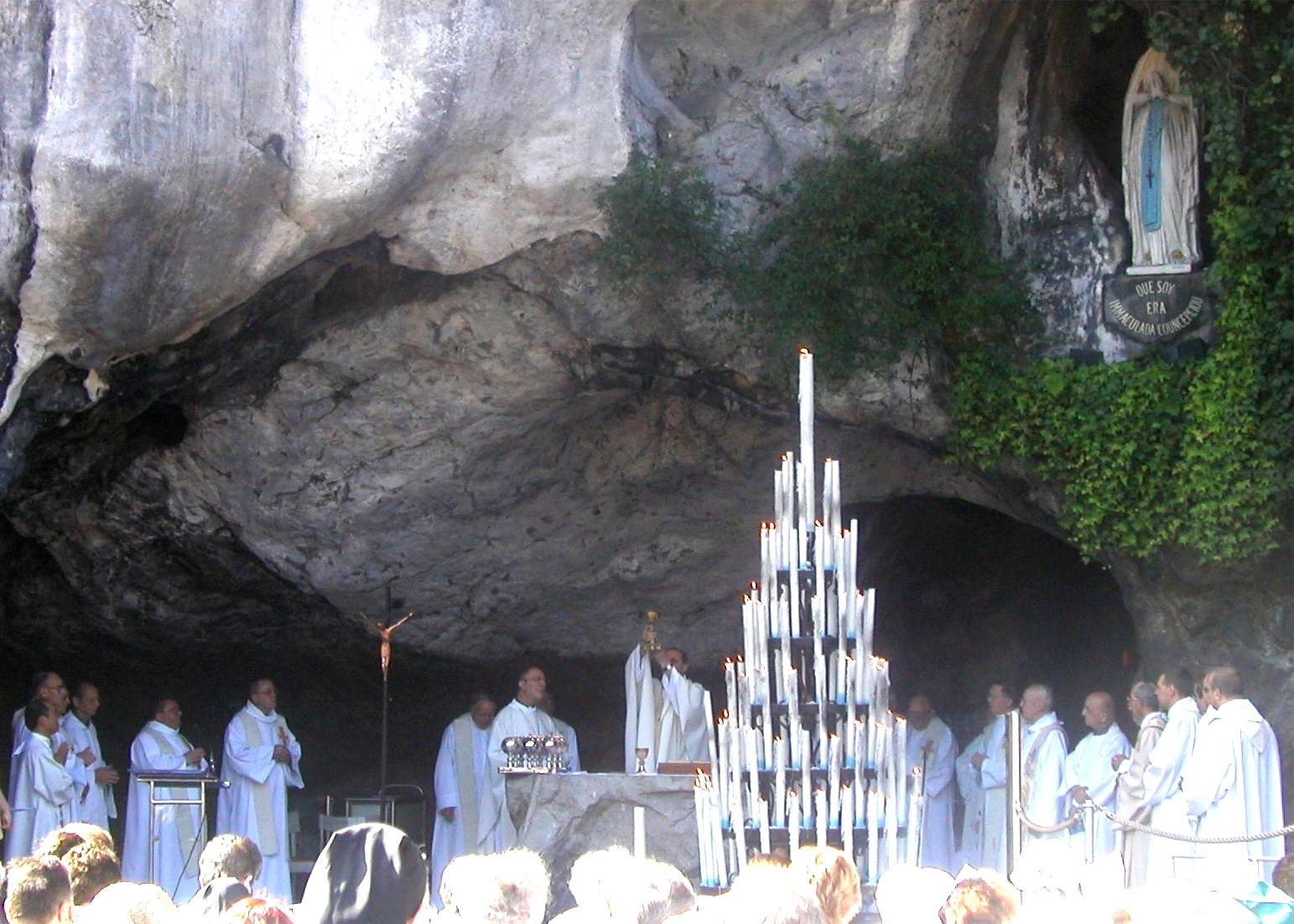
Concelebrazione eucaristica presso la grotta di Lourdes.

La concelebrazione eucaristica è la celebrazione della messa ad opera di più sacerdoti riuniti insieme attorno a un solo altare, sotto la presidenza del vescovo o del celebrante principale.
Nel decreto Ecclesiae semper del 7 marzo 1965, la Sacra Congregazione dei Riti dichiarò che nella concelebrazione appare l'unità del sacrificio di Cristo ripresentato nelle singole messe, l'unità del sacerdozio esercitato dai singoli sacerdoti e l'unità del culto eucaristico di tutto il popolo santo di Dio, gerarchicamente disposto e operante.

## Termine "concelebrare"

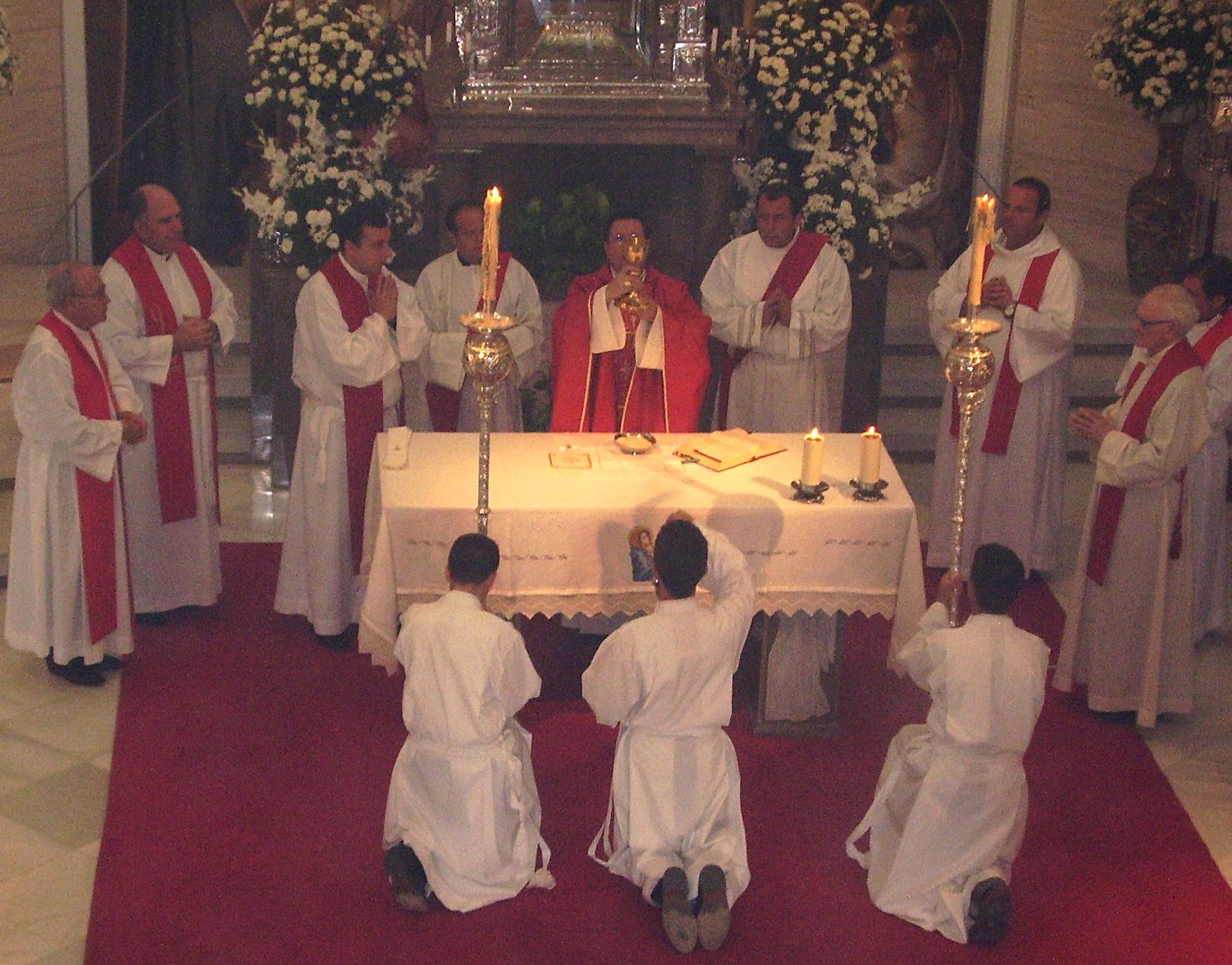
Concelebrazione eucaristica in un seminario

Il verbo concelebrare appare nella liturgia del rito romano da secoli in relazione al coro degli angeli nella frase Caeli caelorumque Virtutes, ac beata Seraphim, socia exsultatione concelebrant, tradotta nell'edizione italiana 2020 del Messale romano con "a te inneggiano i cieli dei cieli e i Serafini, uniti in eterna esultanza".
A partire dal XII e dal XIII secolo si trova questo verbo e il corrispondente sostantivo concelebratio usati in riferimento all'agire comune di più sacerdoti nella celebrazione della messa, ma mai per l'azione dei fedeli, chiamata invece participatio.

## Storia

### Nel I millennio
Enrico Mazza osserva che la concelebrazione viene praticata nella Chiesa cristiana dall'inizio, ma non nella forma in cui si trova attualmente nel rito romano. Paul Turner fa la stessa osservazione.
La concelebrazione mediante la ripetizione congiunta di un identico testo non era praticabile nei tempi in cui chi presiedeva spesso improvvisava la preghiera. Così, come testimonia l'Ordo Romanus I dell'inizio del VIII secolo, a Roma si concelebrava ancora senza far pronunciare le parole congiuntamente da tutti i concelebranti. Però nel poco più recente Ordo Romanus III il testo è recitato in comune.  Ancora al tempo di Alberto Magno (1206–1280) era consuetudine in alcuni luoghi che nelle ordinazioni presbiterali i neo-ordinati non pronunciassero le parole della preghiera eucaristica e solo eseguissero i corrispondenti gesti.
Antonio Miralles esamina varie testimonianze dei primi sette secoli che offrono una documentazione "troppo frammentaria per ottenere un quadro preciso della celebrazione dell’Eucaristia con partecipazione di vescovi e presbiteri. Non vi sono indizi di celebrazioni presiedute da un presbitero con partecipazione attiva di altri presbiteri, neppure di recitazione insieme della preghiera eucaristica. Nella Eucaristia celebrata dal vescovo i presbiteri partecipavano come tali, mostrando esternamente i segni del loro ordine, non mescolati tra i laici. Nella liturgia bizantina abbiamo visto la testimonianza di una celebrazione presieduta dal vescovo, il quale incaricava un presbitero di dire la preghiera eucaristica, ma lui solo".
Adrien Nocent distingue due fasi. Nei primi tre secoli, la celebrazione eucaristica è intesa come celebrazione unica del vescovo, circondato dai suoi presbiteri e da tutto il popolo. Nel III secolo in particolare la Traditio Apostolica descrive con precisione la celebrazione eucaristica, in cui il vescovo recita da solo la preghiera eucaristica, mentre i sacerdoti stendono le mani stando in silenzio.. Per il periodo dal V al VII secolo, basandosi sul Liber pontificalis, Nocent conclude che il testo non indica che i sacerdoti pronunziassero le parole della consacrazione insieme con il vescovo.
L'VIII secolo, invece, offre nell'Ordo Romanus III una chiara informazione sulla concelebrazione verbale dei cardinali presbiteri con il papa in quattro festività dell'anno (Pasqua, Pentecoste, san Pietro e Natale), prassi che Amalario di Metz (c.775–c.850) trattò come non limitata alle menzionate quattro festività. Tuttavia Nocent mette in luce come in questo periodo, mentre i preti cardinali recitano insieme al papa la preghiera eucaristica con la consacrazione, il papa da solo compie i gesti liturgici. Inoltre lo stesso Nocent evidenzia come all'altare non sia più ammesso tutto il presbiterio, ma solo alcuni preti cardinali.
Lotario dei conti di Segni, il futuro papa Innocenzo III, scrivendo fra il 1195 e il 1197, si poneva il problema della non stretta contemporaneità delle parole della consacrazione pronunciate dai partecipanti e lo risolveva dicendo che devono riferire la loro intenzione all’istante in cui il vescovo dice le parole. Anche altri autori dello stesso secolo e di quello successivo menzionano la concelebrazione, che però stava proprio allora per essere abbandonata in Occidente.

### Abbandono e ripresa nella Chiesa latina

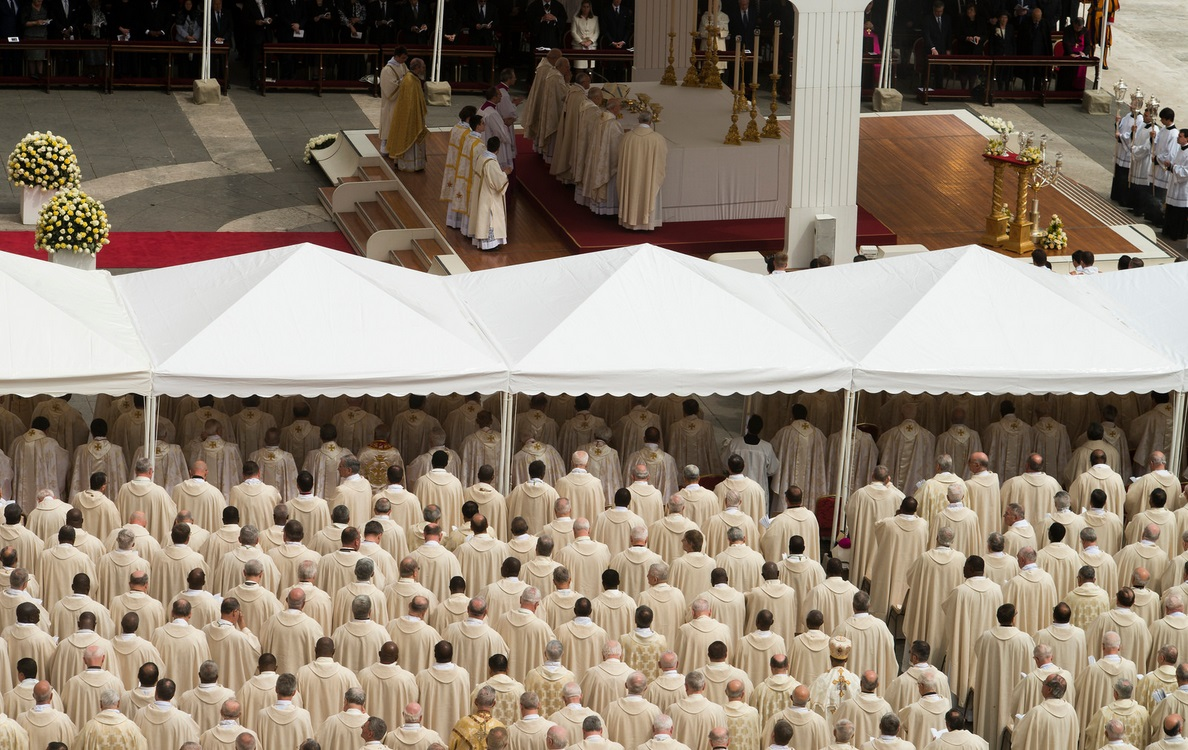
Presbiteri, vescovi e cardinali concelebrano durante la messa di canonizzazione di papa Giovanni Paolo II e papa Giovanni XXIII, celebrata da papa Francesco il 27 aprile 2014 in piazza San Pietro

Nella Chiesa latina la concelebrazione eucaristica è caduta in disuso a partire dal XII secolo, eccetto nelle ordinazioni presbiterali e episcopali, fuori delle quali è stata esplicitamente proibita dal Codice di diritto canonico del 1917. Nocent nota che i sacerdoti novelli, che concelebravano ai piedi dell'altare, restando in ginocchio, non celebravano la loro prima messa, giacché una messa per essere validamente celebrata richiede che il sacerdote si comunichi sotto le due specie da lui consacrate. Anche Régis Moreau descrive come "un po' fantasioso" chiamare concelebrazione quello che allora facevano i novelli sacerdoti nella messa dell'ordinazione.
La costituzione Sacrosanctum Concilium dichiara opportuno estendere la facoltà della concelebrazione alle messe del Giovedì santo, sia la messa crismale che la messa vespertina; alle messe celebrate durante concili e sinodi; alla messa di benedizione di un abate; e inoltre, se l'ordinario lo permette, alla messa conventuale e alla messa principale delle varie chiese e alle messe nelle riunioni di qualsiasi genere di sacerdoti tanto secolari che religiosi. Aggiunge: «Resti sempre però ad ogni sacerdote la facoltà di celebrare la messa individualmente, purché non celebri nel medesimo tempo e nella medesima chiesa in cui si fa la concelebrazione, e neppure il Giovedì santo».
Nella discussione in seno al Concilio i Padri indicarono diversi motivi pratici a favore del restauro della concelebrazione nella Chiesa latina: lo stesso Concilio ha dimostrato l'inconvenienza di dovere organizzare per ognuno dei partecipanti un altare e una messa a parte. Però l'unico motivo menzionato nella costituzione è quello teologico di "manifestare l'unità del sacerdozio", motivazione ripetuta in relazione alla messa stazionale: "Particolare importanza si deve dare a quella concelebrazione in cui i presbiteri di una diocesi concelebrano con il proprio vescovo nella Messa stazionale soprattutto nei giorni più solenni dell'anno liturgico.
Il Codice di diritto canonico del 1983 ripete il dettato conciliare: «A meno che l'utilità dei fedeli non richieda o non consigli diversamente, i sacerdoti possono concelebrare l'Eucaristia, rimanendo tuttavia intatta per i singoli la libertà di celebrarla in modo individuale, non però nello stesso tempo nel quale nella medesima chiesa o oratorio si tiene la concelebrazione».
Il Messale Romano promulgato dai papi Paolo VI e Giovanni Paolo II riporta la stessa norma e inoltre prescrive: «Il Giovedì della Settimana Santa nella Messa vespertina «Cena del Signore» e nella Messa della Veglia Pasquale non è permesso celebrare in modo individuale». Dichiara pure, come già nelle edizioni di prima del 1983, che la concelebrazione è prescritta dal rito stesso nell'ordinazione del Vescovo e dei presbiteri, nella benedizione dell'abate e nella Messa crismale ed è raccomandata in certe altre occasioni da esso elencate.
Nel 2021, la Congregazione per il culto divino e la disciplina dei sacramenti ha dichiarato che, se un presbitero al quale sia stato concesso l'uso del Missale Romanum del 1962 non riconosca la validità e la legittimità della concelebrazione – rifiutandosi di concelebrare, in particolare, nella Messa Crismale – egli non può continuare ad usufruire di tale concessione. "Tuttavia – la Congregazione ha continuato – prima di revocare la concessione di utilizzare il Missale Romanum del 1962, il Vescovo abbia cura di stabilire con il presbitero un confronto fraterno, di accertarsi che tale atteggiamento non escluda la validità e la legittimità della riforma liturgica, dei dettati del Concilio Vaticano II e del Magistero dei Sommi Pontefici e di accompagnarlo verso la comprensione del valore della concelebrazione, in particolare nella Messa Crismale". E in una Nota esplicativa la Congregazione dice: "il Vescovo offra al presbitero il tempo necessario per un sincero confronto sulle più profonde motivazioni che lo portano a non riconoscere il valore della concelebrazione, in particolare nella Messa presieduta dal Vescovo, invitandolo a vivere nel gesto eloquente della concelebrazione quella comunione ecclesiale che è condizione necessaria per poter partecipare alla mensa del sacrificio eucaristico".

## Alcune questioni
La concelebrazione introdotta dal Concilio Vaticano II ha sollevato alcune questioni, già a partire dall'epoca del Concilio. La più rilevante è l'eventuale previsione di un numero massimo di concelebranti. Inizialmente papa Paolo VI aveva previsto un numero massimo di concelebranti tra 20 e 25, ritenendo che un numero maggiore potesse creare confusione. Il Consilium ad exsequendam Constitutionem de Sacra Liturgia incaricato dell'elaborazione della riforma liturgica del rito romano stabilì il numero massimo in 50 in una norma del Ritus servandus che però non fu inclusa nella redazione definitiva. Invece di un numero preciso, fu deciso che il numero massimo fosse stabilito caso per caso «tenendo conto della chiesa e dell’altare dove si svolge la concelebrazione, in modo tale che i concelebranti possano stare intorno all’altare, anche se non tutti toccano materialmente la mensa dell’altare». La questione del numero massimo dei concelebranti è stato nuovamente sollevata nel sinodo sull'Eucaristia del 2005, in cui i vescovi chiesero alla Congregazione per il culto divino e la disciplina dei sacramenti di studiare la questione della concelebrazione con un numero elevato di concelebranti. Anche papa Benedetto XVI è ritornato sulla questione nell'esortazione apostolica post-sinodale Sacramentum caritatis. La Congregazione per il culto divina e la disciplina dei sacramenti, riunitasi nel 2007, ha deciso di non prevedere un numero fisso di concelebranti, ma di raccomandare che tutti «siano vicini all’altare» e di evitare che «alcuni sacerdoti, relegati a grande distanza dall’altare e sprovvisti di paramenti e libri, si improvvisino come concelebranti in senso pieno».
Anche Nocent mette in luce che la generosità per cui non si è voluto fissare un limite stringente, può condurre a una «concelebrazione massiva», che «snatura l'Eucaristia»; raccomanda altresì che il numero dei concelebranti non superi quello dei fedeli.
Un problema correlato a quello del numero massimo di concelebranti è quello del posto che debbono occupare. Secondo Nocent è «preferibile» che tutti i concelebranti «si dispongano attorno all'altare, ma non è obbligatorio».
I concelebranti devono però rimanere nello spazio del presbiterio, la cui capienza costituisce quindi un limite del numero.
Altra questione è il gesto prescritto ai concelebranti, in particolare la posizione della mano destra stesa sopra l'Eucaristia, gesto che è importato dal rito bizantino e che, secondo Nocent, «non ha nessun precedente né equivalente in tutta la storia della liturgia romana».
Nicola Bux lamenta che la concelebrazione sia preferita alla Messa individuale anche in circostanze in cui non è prescritta: secondo il suo giudizio ciò mette in ombra il ruolo del sacerdote come mediatore e non semplice presidente di assemblea e può privare i fedeli della possibilità di partecipare alla messa in luoghi e tempi diversi.

## Chiese orientali
Continua ancora senza interruzione in quasi tutte la Chiese orientali la concelebrazione in cui parla solo un sacerdote alla volta.
La Chiesa apostolica armena pratica eccezionalmente la concelebrazione solo nelle ordinazioni di presbiteri e di vescovi, forse per influsso latino.